# Congrés Nacional Indi
El Congrés Nacional Indi (Indian National Congress) conegut com a Partit del Congrés o Partit del Congrés de l'Índia (abreujat INC, català CNI, també CONG) és el principal partit polític de l'Índia. Es va fundar el 1885 per reclamar una major participació dels indis al govern, i més tard va encapçalar el Moviment d'independència de l'Índia i va dirigir el país independent.

## Història
El Congrés Nacional Indi fou fundat a Bombai a finals de desembre de 1885 setanta-dos delegats, entre ells l'escocès Allan Octavian Hume, Dadabhai Naoroji, Dinshaw Edulji Wacha, Womesh Chandra Bonnerjee, Surendranath Banerjee, Monomohun Ghose, i William Wedderburn. La majoria dels membres fundadors del Congrés han estat educats o viscut a Gran Bretanya, i va fundar el 1889 un comitè britànic amb seu a Londres, que actuava com a grup de pressió a Gran Bretanya.
El Congrés es va transformar en un moviment de masses per obra de Surendranath Banerjea i Sir Henry John Stedman Cotton durant la partició de Bengala el 1905 amb el Moviment Swadeshi que s'hi oposava. Inicialment moderat, el partit no donava suport a les manifestacions de cap mena dels hindús contra els musulmans o a l'inrevés, però progressivament, enfrontats dos fanatismes religiosos notables, els musulmans van veure al moviment com un instrument de la dominació hindú sobre els musulmans. El 1907 es va fraccionar en Garam Dal de Bal Gangadhar Tilak, o extremistes (literalment Facció Calenta) i Naram Dal de Gopal Krishna Gokhale, o Moderats (literalment Facció Suau). En aquell moment els musulmans, incloent Mohammed Ali Jinnah després cap de la Lliga Musulmana i pare del Pakistan, en feien part.
Mahatma Gandhi va retornar de Sud-àfrica el 1915 i va esdevenir president aliant-se al Moviment Khilafat, cosa que va suposar la sortida d'una part dels membres del Congrés. El moviment Khilafat va acabar en desastre i el Congrés es va dividir, escindint-se un grup important que va formar el Partit Swaraj. Però la popularitat de Gandhi era cada cop més alta.
El 1929 Srinivas Iyenger, contra la política oficial que demanava l'home rule (autogovern), va exigir la independència i fou expulsat del partit, però el mateix 1929, sota la presidència de Jawaharlal Nehru, el Congrés va reclamar la independència completa ("Poorna Swaraj") i el 26 de gener de 1930 fou declarat el dia de la independència completa ("Poorna Swaraj Diwas").
El 1938, Subhas Chandra Bose s'havia convertit en un líder de talla nacional i va acceptar la nominació com a president del Congrés i predicava el Swaraj (autogovern) i l'ús de la força contra els britànics significant l'enfrontament amb Mohandas Gandhi, que es va oposar a la presidència de Bose, dividint el partit del Congrés Nacional Indi. Bose va intentar mantenir la unitat, però Gandhi va aconsellar a Bose que formés el seu propi gabinet. La fractura també va dividir Bose i Nehru, però va ser escollit novament president per sobre del candidat preferit de Gandhi, Pattabhi Sitaramayya, tanmateix, les maniobres de la camarilla liderada per Gandhi al Comitè de Treball del Congrés, van fer que Bose renunciés a la presidència del Congrés, i va formar la facció All India Forward Bloc del Congrés.
El 14 de juliol del 1942, el Partit del Congrés Nacional Indi redacta l'esborrany de resolució Quit India (Sortiu de l'Índia) que exigia la independència total i absoluta de l'Índia als britànics proposant que si els anglesos no acceptaven la independència, una companya de desobediència civil es posaria en marxa. Els britànics reaccionen l'endemà empresonant a Gandhi, que només alliberaran l'any 1944, i a Nehru, així com altres responsables del Partit del Congrés com Abdul Kalam Azad i Sardar Patel, que de fet va acabar per ser il·legalitzat. Amb aquesta repressió, lluny d'apaivagar les revoltes, va donar més engranatge a les protestes i les manifestacions a gran escala varen apoderar-se del país. Els britànics varen respondre de seguida amb detencions en massa. El moviment Quit India (Surt de l'Índia) de 1942 no va rebre el suport del Congrés; en canvi li van donar el Hindu Mahasabha, Azad Hind Sarkar i All India Forward Bloc entre d'altres. Després de la guerra el partit va romandre lligat a Gandhi que fou el seu guia espiritual. Durant els judicis de 1946 el Congrés va donar suport als defensors dels acusats, especialment els soldats de l'Azad Hind.
A principis de 1946 es van convocar noves eleccions a l'Índia en les quals el Congrés va obtenir victòries electorals en vuit de les onze províncies, tanmateix, les negociacions entre el Congrés i la Lliga Musulmana van ensopegar amb la partició. Mohammed Ali Jinnah va proclamar el 16 d'agost de 1946 com el Dia d'Acció Directa demanant un estat musulmà separat del Pakistan. L'endemà, els disturbis hindús-musulmans van esclatar a Calcuta i es van estendre ràpidament per l'Índia. Més tard aquell any, el govern laborista a Gran Bretanya, financerament esgotat per la recentment conclosa Segona Guerra Mundial, va decidir posar fi al domini britànic de l'Índia i, a principis de 1947, Gran Bretanya va anunciar la seva intenció de transferir el poder a tot tardar el juny de 1948. Tot i que el govern de l'Índia i el Congrés es van veure sacsejats pel curs dels esdeveniments, i després d'ofertes fracassades per formar coalicions, un Nehru reticentment donava suport a la partició de l'Índia, segons un pla llançat pels britànics 3 de juny de 1947. La partició va ser promulgada en l'Acta d'independència índia de 1947.

### Després de la independència
Després de la independència i la partició de l'Índia en la República de l'Índia i Pakistan, durant sis setmanes, l'agost i setembre del 1947, els hindús, sikhs i musulmans van lluitar entre ells deixant més de 200.000 morts, i entre el 21 d'octubre de 1947 i el 31 de desembre de 1948 l'Índia i el Pakistan van estar en guerra arran de la partició de l'Índia, sobre la disputa territorial pel control del principat de Jammu i Caixmir.
Aconseguida la independència el partit va restar 30 anys seguits al poder fins al 1977. Mohandas Gandhi fou assassinat el 1948 i Sardar Patel va morir el 1950, així que Jawaharlal Nehru va quedar com l'únic líder d'importància nacional.
Nehru va adoptar el secularisme, socialisme i no alineament, marques del modern Congrés Nacional Indi i el setembre de 1948 es va annexionar l'Estat de Hyderabad, que s'havia mantingut independent en la partició de l'Índia. Nehru i el partit van obtenir la victòria a les eleccions de 1952, 1957 i 1962. Els enclavaments portuguesos de Daman i Diu foren incorporats a la unió Índia en 1961 i el 22 de desembre de 1961 Nehru va ordenar la invasió de Goa després de perdre la paciència amb el dictador portuguès, sent annexionada a l'Índia el 16 de març de 1962.
Mort Nehru el 1964 el va succeir Lal Bahadur Shastri que va morir també el 1966 i el Congrés va posar al front a Indira Gandhi, filla de Nehru (Gandhi era el nom de casada) enfront de l'ala dreta de Morarji Desai. Com a primer ministre, Nehru va du a terme una política exterior de no alineament convertint-se en el fundador i dirigent del Moviment de Països No Alineats, organitzant la Conferència de Bandung amb Sukarno el 1955, però al mateix temps va mantenir una política exterior de fermesa i anticolonialisme, annexionant-se la colònia portuguesa de Goa el desembre de 1961. El descobriment d'una carretera construïda per la Xina a Aksai Chin que uneix les províncies del Tibet i Xinjiang, passant pel poble de Tianshuihai, el major del territori reclamat per Índia, amb 1.600 habitants fou una de les principals raons de la guerra sino-índia de 1962 que va tenir lloc a la frontera de l'Índia amb la Xina a l'est de Bhutan i a Aksai Chin, a l'oest del Nepal, però l'Índia va ser derrotada i des d'aleshores Nehru realitzà una política de bons veïnats.
El 1967 l'oposició es va unir sota el Samyukt Vidhayak Dal, i va obtenir el control d'alguns estats, posant a part de la direcció contra Indira, que el 12 de novembre de 1969 va ser expulsada del partit del Congrés per violar la disciplina del partit i el partit es va dividir en dues faccions una de les quals, que controlava l'aparell regional, l'INC (O) aviat conegut com a Nou Congrés i informalment com Vell Congrés dirigit per Kumaraswami Kamaraj, que va acabar al partit Janata mentre Indira Gandhi que va crear una organització rival Congrés Nacional Indi (R). Indira tenia el control de la maquinària del partit i aviat el seu grup fou conegut com a "real INC" per la comissió electoral índia, tot i ser una escissió.

Resultats de les eleccions generals índies de 2024

Per atreure al poble Indira va utilitzar algunes campanyes com Garibi Hatao (Eliminar la pobresa), i va estrènyer llaços amb la Unió Soviètica. Indira es va tornar autoritària i quan va créixer l'oposició (entre altres mesures per les seves polítiques d'esterilització de les dones per evitar un creixement incontrolable de la població) va proclamar en 1975 un controvertit estat d'emergència que li va permetre governar per decret. El Congrés es va dividir en faccions una de les quals, que controlava l'aparell regional, l'INC (O) va acabar al Partit Janata. El 1977 l'estat d'emergència fou aixecat i es van formar més faccions, la principal de les quals fou coneguda com a Partit del Congrés (I) amb la "I" per Indira, però va perdre les eleccions generals índies de 1977 enfront del Partit Janata; però aquest grup que reunia a grups dispersos d'oposició es va trencar en dos anys. A les eleccions generals índies de 1980 el Partit del Congrés (I) va retornar al poder, i en 1981 la comissió electoral el va declarar com al legítim Congrés Nacional Indi.
El segon mandat d'Indira Gandhi va destacar-se per la repressió del nacionalisme sikh al Panjab, que buscava la creació d'un estat independent sikh al nord del país. El 1984 va llançar l'Operació Estrella Blava al Temple Daurat d'Amritsar dominat per radicals sikhs, que va acabar amb la mort 500 persones entre elles del líder independentista Jarnail Singh Bhindranwale. Aquestes accions van provocar un gran descontentament entre els sikhs però van fer-li guanyar popularitat entre altres sectors de la població, cosa que la portaria a guanyar la reelecció el 1984 però fou assassinada per uns sikhs de la seva guàrdia personal, provocant la mort en els incidents que van seguir l'endemà de sis mil membres d'aquesta religió, principalment a Delhi, per activistes del Congrés; uns vuit mil hindús foren morts al Panjab pels militants sikhs que van organitzar la lluita armada per un estat independent entre 1981 i 1991.
Morta Indira la va succeir el seu fill Rajiv Gandhi, que va triomfar àmpliament a les eleccions de 1984. El 1987 va enviar forces índies de manteniment de la pau a Sri Lanka en un intent desastrós d'imposar la pau a la Guerra Civil de Sri Lanka, però la mesura va resultar impopular tant a casa com a l'estranger. Rajiv Gandhi fou derrotat a les eleccions de 1989 pel Tercer Front que encapçalava el Janata Dal de Vishwanath Pratap Singh, i seves tropes índies es van retirar de Sri Lanka el 1990.
El Lok Sabha fou dissolt setze mesos després de la seva elecció, després de l'enfonsament dels governs encapçalats per V. P. Singh i Chandra Shekhar, i a la campanya electoral de les eleccions de 1991 fou assassinat pels Tigres d'Alliberament de Tamil Eelam (LTTE) de Sri Lanka als que havia traït. A la seva mort el va succeir P.V. Narasimha Rao. El Congrés va guanyar les eleccions i Narasimha Rao va esdevenir primer ministre però perdent progressivament influència fins que va cridar a la vídua de Rajiv, Sonia Gandhi, italiana de nacionalitat índia vídua de Rajiv Gandhi, que va refusar. Narasimha Rao va introduir polítiques dretanes al partit, instigades pel ministre de finances i futur primer ministre Manmohan Singh per fer front a la crisi econòmica índia. Un escàndol en el suborn de parlamentaris va portar a la caiguda del Partit a les eleccions generals índies de 1996 l'abandonament de la denominació Partit del Congrés (I), recuperant la denominació Partit del Congrés, i a l'abandonament de la política per Narasimha, que fou declarat culpable el 2000 però absolt a l'apel·lació el 2002.
El tresorer Sitaram Kesri va agafar les regnes i va donar suport al govern del Front Unit que va dirigir l'Índia des del 1997 però en aquest període molts líders van abandonar el partit i el novembre de 1997, el Partit del Congrés va retirar el seu suport al Front Unit, i va provocar eleccions el febrer de 1998 i els líders del Partit van instar Sonia Gandhi, per assumir el lideratge del partit, que va acceptar. Una facció no va estar d'acord amb l'elecció i va formar el Partit del Congrés Nacionalista. Els seus rivals van romandre al poder fins al 2004 en que el Congrés va vèncer a les eleccions; el càrrec de primer ministre fou per Manmohan Singh, que va renovar mandat el 2009, mentre Sonia roman a la presidència. Després del govern de Manmohan Singh, el Partit del Poble Indi de Narendra Modi va guanyar de manera contundent les eleccions generals índies de 2014 i el Congrés va passar a l'oposició.

Resultats de les eleccions generals índies de 2019

Sonia Gandhi va romandre en el càrrec fins al 2017 després d'haver servit durant vint-i-dos anys i en 2017 Rahul Gandhi va accedir al liderat del partit però Sonia Gandhi va tornar al càrrec el 2019 després de la dura derrota a les eleccions generals índies de 2019 i va romandre com a presidenta durant tres anys més de manera provisional a causa de la pandèmia de COVID-19, fins que les eleccions es van celebrar el 2022, sent escollit Mallikarjun Kharge per àmplia majoria.
A les eleccions generals índies de 2024, l'aliança INDIA liderada per Congrés Nacional Indi va obtenir millors resultats dels pronosticats per les enquestes, amb 235 escons dels quals 99 van ser guanyats pel Partit del Congrés.

## Primers ministres del Partit del Congrés
- Jawaharlal Nehru (1947 - 1964)
- Gulzarilal Nanda (maig - juny 1964 i gener 1966)
- Lal Bahadur Shastri (1964 - 1966)
- Indira Gandhi (1966 - 1977, 1980 - 1984)
- Rajiv Gandhi (1984 - 1989)
- P.V. Narasimha Rao (1991 - 1996)
- Manmohan Singh (2004 - 2014)

## Llista de presidents del partit
| Nom del President                         | Naixement i mort                               | Any de la Presidència                     | Lloc de la Conferència on fou elegit |
| ----------------------------------------- | ---------------------------------------------- | ----------------------------------------- | ------------------------------------ |
| Womesh Chandra Bonnerjee                  | 29 de desembre de 1844- 1906                   | 1885                                      | Bombai                               |
| Dadabhai Naoroji                          | 4 de setembre de 1825- 1917                    | 1886                                      | Calcuta                              |
| Badruddin Tyabji                          | 10 d'octubre de 1844- 1906                     | 1887                                      | Madras                               |
| George Yule                               | 1829- 1892                                     | 1888                                      | Allahabad                            |
| Sir William Wedderburn                    | 1838- 1918                                     | 1889                                      | Bombai                               |
| Sir Pherozeshah Mehta                     | 4 d'agost de 1845- 1915                        | 1890                                      | Calcuta                              |
| P. Anandacharlu                           | Agost de 1843- 1908                            | 1891                                      | Nagpur                               |
| Womesh Chandra Bonnerjee                  | 29 de desembre de 1844- 1906                   | 1892                                      | Allahabad                            |
| Dadabhai Naoroji                          | 4 de setembre de 1848- 1925                    | 1893                                      | Lahore                               |
| Alfred Webb                               | 1834- 1908                                     | 1894                                      | Madras                               |
| Surendranath Banerjea                     | 10 de novembre de 1848- 1925                   | 1895                                      | Poona                                |
| Rahimtulla M. Sayani                      | 5 d'abril de 1847- 1902                        | 1896                                      | Calcuta                              |
| Sir C. Sankaran Nair                      | 11 de juliol de 1857- 1934                     | 1897                                      | Amraoti                              |
| Ananda Mohan Bose                         | 23 de setembre de 1847- 1906                   | 1898                                      | Madras                               |
| Romesh Chunder Dutt                       | 13 d'agost de 1848- 1909                       | 1899                                      | Lucknow                              |
| Sir Narayan Ganesh Chandavarkar           | 2 de desembre de 1855- 1923                    | 1900                                      | Lahore                               |
| Sir Dinshaw Edulji Wacha                  | 2 d'agost de 1844- 1936                        | 1901                                      | Calcuta                              |
| Surendranath Banerjea                     | 10 de novembre de 1825- 1917                   | 1902                                      | Ahmedabad                            |
| Lalmohan Ghosh                            | 1848- 1909                                     | 1903                                      | Madras                               |
| Sir Henry Cotton                          | 1845- 1915                                     | 1904                                      | Bombai                               |
| Gopal Krishna Gokhale                     | 9 de maig de 1866- 1915                        | 1905                                      | Benares                              |
| Dadabhai Naoroji                          | 4 de setembre de 1825- 1917                    | 1906                                      | Calcuta                              |
| Rashbihari Ghosh                          | 23 de desembre de 1845- 1921                   | 1907                                      | Surat                                |
| Rashbihari Ghosh                          | 23 de desembre de 1845- 1921                   | 1908                                      | Madras                               |
| Pandit Madan Mohan Malaviya               | 25 de desembre de 1861- 1946                   | 1909                                      | Lahore                               |
| Sir William Wedderburn                    | 1838- 1918                                     | 1910                                      | Allahabad                            |
| Pandit Bishan Narayan Dar                 | 1864- 1916                                     | 1911                                      | Calcuta                              |
| Rao Bahadur Raghunath Narasinha Mudholkar | 1857- 1921                                     | 1912                                      | Bankipur (Bihar)                     |
| Nawab Syed Muhammad Bahadur               | ?- 1919                                        | 1913                                      | Karachi                              |
| Bhupendra Nath Bose                       | 1859- 1924                                     | 1914                                      | Madras                               |
| Lord Satyendra Prasanna Sinha             | Març 1863- 1928                                | 1915                                      | Bombai                               |
| Ambica Charan Mazumdar                    | 1850- 1922                                     | 1916                                      | Lucknow                              |
| Annie Besant                              | 1 d'octubre de 1847- 1933                      | 1917                                      | Calcuta                              |
| Pandit Madan Mohan Malaviya               | 25 de desembre de 1861- 1946                   | 1918                                      | Delhi                                |
| Syed Hasan Imam                           | 31 d'agost de 1871- 1933                       | 1918                                      | Bombai (sessió especial)             |
| Pandit Motilal Nehru                      | 6 de maig de 1861- 6 de febrer de 1931         | 1919                                      | Amritsar                             |
| Lala Lajpat Rai                           | 28 de gener de 1865- 17 de novembre de 1928    | 1920                                      | Calcuta (sessió especial)            |
| C. Vijayaraghavachariar                   | 1852- 19 d'abril de 1944                       | 1920                                      | Nagpur                               |
| Hakim Ajmal Khan                          | 1863- 29 de desembre de 1927                   | 1921                                      | Ahmedabad                            |
| Deshbandhu Chittaranjan Das               | 5 de novembre de 1870- 16 de juny de 1925      | 1922                                      | Gaya                                 |
| Maulana Mohammad Ali                      | 10 de desembre de 1878- 4 de gener de 1931     | 1923                                      | Kakinada                             |
| Maulana Abul Kalam Azad                   | 1888- 22 de febrer de 1958                     | 1923                                      | Delhi (sessió especial)              |
| Mahatma Gandhi                            | 2 d'octubre de 1869- 30 de gener de 1948       | 1924                                      | Belgaum                              |
| Sarojini Naidu                            | 13 de febrer de 1879- 2 de març de 1949        | 1925                                      | Kanpur                               |
| S. Srinivasa Iyengar                      | 11 de setembre de 1874- 19 de maig de 1941     | 1926                                      | Gawhati                              |
| Dr. M A Ansari                            | 25 de desembre de 1880- 10 de maig de 1936     | 1927                                      | Madras                               |
| Pandit Motilal Nehru                      | 6 de maig de 1861- 6 de febrer de 1931         | 1928                                      | Calcuta                              |
| Pandit Jawaharlal Nehru                   | 14 de novembre de 1889- 27 de maig de 1964     | 1929 & 30                                 | Lahore                               |
| Sardar Vallabhbhai Patel                  | 31 d'octubre de 1875- 15 de desembre de 1950   | 1931                                      | Karachi                              |
| Pandit Madan Mohan Malaviya               | 25 de desembre de 1861- 1946                   | 1932                                      | Delhi                                |
| Pandit Madan Mohan Malaviya               | 25 de desembre de 1861- 1946                   | 1933                                      | Calcuta                              |
| Nellie Sengupta                           | 1886- 1973                                     | 1933                                      | Calcuta                              |
| Dr. Rajendra Prasad                       | 3 de desembre de 1884- 28 de febrer de 1963    | 1934 & 35                                 | Bombai                               |
| Pandit Jawaharlal Nehru                   | 14 de novembre de 1889- 27 de maig de 1964     | 1936                                      | Lucknow                              |
| Pandit Jawaharlal Nehru                   | 14 de novembre de 1889- 27 de maig de 1964     | 1936& 37                                  | Faizpur                              |
| Netaji Subhash Chandra Bose               | 23 de gener de 1897- 18 d'agost de 1945?       | 1938                                      | Haripura                             |
| Netaji Subhash Chandra Bose               | 23 de gener de 1897- 18 d'agost de 1945?       | 1939                                      | Tripuri                              |
| Maulana Abul Kalam Azad                   | 1888- 22 de febrer de 1958                     | 1940-46                                   | Ramgarh                              |
| Acharya J.B. Kripalani                    | 1888- 19 de març de 1982                       | 1947                                      | Delhi                                |
| Dr Pattabhi Sitaraimayya                  | 24 de desembre de 1880- 17 de desembre de 1959 | 1948 & 49                                 | Jaipur                               |
| Purushottam Das Tandon                    | 1 d'agost de 1882- 1 de juliol de 1961         | 1950                                      | Nasik                                |
| Pandit Jawaharlal Nehru                   | 14 de novembre de 1889- 27 de maig de 1964     | 1951 & 52                                 | Delhi                                |
| Pandit Jawaharlal Nehru                   | 14 de novembre de 1889- 27 de maig de 1964     | 1953                                      | Hyderabad                            |
| Pandit Jawaharlal Nehru                   | 14 de novembre de 1889- 27 de maig de 1964     | 1954                                      | Calcuta                              |
| U. N. Dhebar                              | 21 de setembre de 1905- 1977                   | 1955                                      | Avadi                                |
| U. N. Dhebar                              | 21 de setembre de 1905- 1977                   | 1956                                      | Amritsar                             |
| U. N. Dhebar                              | 21 de setembre de 1905- 1977                   | 1957                                      | Indore                               |
| U. N. Dhebar                              | 21 de setembre de 1905- 1977                   | 1958                                      | Gauhati                              |
| U. N. Dhebar                              | 21 de setembre de 1905- 1977                   | 1959                                      | Nagpur                               |
| Indira Gandhi                             | 19 de novembre de 1917- 31 d'octubre de 1984   | 1959                                      | Delhi                                |
| Neelam Sanjiva Reddy                      | 19 de maig de 1913- 1 de juny de 1996          | 1960                                      | Bangalore                            |
| Neelam Sanjiva Reddy                      | 19 de maig de 1913- 1 de juny de 1996          | 1961                                      | Bhavnagar                            |
| Neelam Sanjiva Reddy                      | 19 de maig de 1913- 1 de juny de 1996          | 1962 & 63                                 | Patna                                |
| Kumaraswami Kamaraj                       | 15 de juliol de 1903- 2 d'octubre de 1975      | 1964                                      | Bhubaneswar                          |
| Kumaraswami Kamaraj                       | 15 de juliol de 1903- 2 d'octubre de 1975      | 1965                                      | Durgapur                             |
| Kumaraswami Kamaraj                       | 15 de juliol de 1903- 2 d'octubre de 1975      | 1966 & 67                                 | Jaipur                               |
| S. Nijalingappa                           | 10 de desembre de 1902- 9 d'agost del 2000     | 1968                                      | Hyderabad                            |
| S. Nijalingappa                           | 10 de desembre de 1902- 9 d'agost del 2000     | 1969                                      | Faridabad                            |
| Jagjivan Ram                              | 5 d'abril de 1908- 6 de juliol de 1986         | 1970 & 71                                 | Bombai                               |
| Dr Shankar Dayal Sharma                   | 19 d'agost de 1918- 26 de desembre de 1999     | 1972- 74                                  | Calcuta                              |
| Dev Kant Baruah                           | 22 de febrer de 1914- 1996                     | 1975- 77                                  | Chandigarh                           |
| Indira Gandhi                             | 19 de novembre de 1917- 31 d'octubre de 1984   | 1978- 83                                  | Delhi                                |
| Indira Gandhi                             | 19 de novembre de 1917- 31 d'octubre de 1984   | 1983 -84                                  | Calcuta                              |
| Rajiv Gandhi                              | 20 d'agost de 1944- 21 de maig de 1991         | 1985 -91                                  | Bombai                               |
| P. V. Narasimha Rao                       | 28 de juny de 1921- 23 de desembre del 2004    | 1992 -96                                  | Tirupati                             |
| Sitaram Kesri                             | novembre de 1919- 24 d'octubre del 2000        | 1997 -98                                  | Kolkata                              |
| Sonia Gandhi                              | 9 de desembre de 1946-                         | 14 març 1998 – 16 desembre 2017           | Kolkata                              |
| Rahul Gandhi                              |                                                | 16 desembre 2017 - 10 d'agost de 2019     |                                      |
| Sonia Gandhi                              | 9 de desembre de 1946-                         | 10 d'agost de 2019 – 17 d'octubre de 2022 |                                      |
| Mallikarjun Kharge                        |                                                | 17 d'octubre de 2022 -                    |                                      |